# La Marque
La Marque és una població dels Estats Units a l'estat de Texas. Segons el cens del 2000 tenia 13.682 habitants.

## Demografia
Segons el cens del 2000, La Marque tenia 13.682 habitants, 5.237 habitatges, i 3.713 famílies. La densitat de població era de 371,5 habitants/km².
Dels 5.237 habitatges en un 30,4% hi vivien nens de menys de 18 anys, en un 48,3% hi vivien parelles casades, en un 17,2% dones solteres, i en un 29,1% no eren unitats familiars. En el 24,7% dels habitatges hi vivien persones soles el 10,7% de les quals corresponia a persones de 65 anys o més que vivien soles. El nombre mitjà de persones vivint en cada habitatge era de 2,58 i el nombre mitjà de persones que vivien en cada família era de 3,06.
Per edats la població es repartia de la següent manera: un 25,7% tenia menys de 18 anys, un 9% entre 18 i 24, un 26,2% entre 25 i 44, un 23,5% de 45 a 60 i un 15,6% 65 anys o més.
L'edat mediana era de 38 anys. Per cada 100 dones de 18 o més anys hi havia 86,9 homes.
La renda mediana per habitatge era de 34.841 $ i la renda mediana per família de 39.081 $. Els homes tenien una renda mediana de 32.099 $ mentre que les dones 27.292 $. La renda per capita de la població era de 17.518 $. Aproximadament el 13,5% de les famílies i el 17,5% de la població estaven per davall del llindar de pobresa.

## Poblacions més properes
El següent diagrama mostra les poblacions més properes.